# Kirschbaum (Overath)
Kirschbaum ist ein Ortsteil von Marialinden, einem Stadtteil von Overath im Rheinisch-Bergischen Kreis in Nordrhein-Westfalen, Deutschland.

## Lage und Beschreibung
Kirschbaum liegt an der Landesstraße 360 (An der Sonne) nahe den Ortsteilen Büscherhöfchen und Vilshoven. Der Ort ist an drei Seiten von Wäldern und Feldern umgeben. Die Einzelhäuser sind zumeist im modernen Stil erstellt.

## Geschichte
Die Topographia Ducatus Montani des Erich Philipp Ploennies, Blatt Amt Steinbach, belegt, dass der Wohnplatz bereits 1715 drei Hofstellen besaß, die als Kirsbaum beschriftet sind. Carl Friedrich von Wiebeking benennt die Hofschaft auf seiner Charte des Herzogthums Berg 1789 als Kirschbaum. Aus ihr geht hervor, dass der Ort zu dieser Zeit Teil der Honschaft Burg im Kirchspiel Overath war. Der Ortsname geht vermutlich auf eine Overather Familie Kirschbaum zurück. Sie hatte hier ohne Erfolg eine bergrechtliche Mutung für Erzgewinnung beantragt.
Der Ort ist auf der Topographischen Aufnahme der Rheinlande von 1817 als Kirschbaum verzeichnet. Die Preußische Uraufnahme von 1845 zeigt den Wohnplatz unter dem Namen Kirschbaum. Ab der Preußischen Neuaufnahme von 1892 ist der Ort auf Messtischblättern regelmäßig als Kirschbaum verzeichnet.
1822 lebten 16 Menschen im als Bauernhof kategorisierten Ort, der nach dem Zusammenbruch der napoleonischen Administration und deren Ablösung zur Bürgermeisterei Overath im Kreis Mülheim am Rhein gehörte. Für das Jahr 1830 werden für den als Hof bezeichneten Ort 20 Einwohner angegeben. Der 1845 laut der Uebersicht des Regierungs-Bezirks Cöln als Hof kategorisierte Ort besaß zu dieser Zeit vier Wohngebäude mit 28 Einwohnern, alle katholischen Bekenntnisses. Die Gemeinde- und Gutbezirksstatistik der Rheinprovinz führt Kirschbaum 1871 mit fünf Wohnhäusern und 24 Einwohnern auf. Im Gemeindelexikon für die Provinz Rheinland von 1888 werden für Kirschbaum vier Wohnhäuser mit 15 Einwohnern angegeben. 1895 besitzt der Ort vier Wohnhäuser mit 25 Einwohnern und gehörte konfessionell zum katholischen Kirchspiel Marialinden, 1905 werden drei Wohnhäuser und 14 Einwohner angegeben.